# Imaginary Cloud
Imaginary Cloud é uma empresa portuguesa de desenvolvimento de software, web e design de produtos digitais, com sede em Coimbra, Portugal, e presença internacional. A empresa é especializada na criação de soluções tecnológicas inovadoras e seguras, ajudando na transformação digital.

## História
A Imaginary Cloud foi fundada em 2010 por Tiago Franco, após sua passagem pela Organização Europeia para a Investigação Nuclear (CERN), Agência Espacial Europeia, e no Ministério de Defesa do Reino Unido. A sede original é em Coimbra, com escritórios também em Lisboa, Londres (Reino Unido) e São Francisco (Estados Unidos).
A empresa adopta metodologias Lean e Agile, garantindo a entrega de soluções de alta qualidade de maneira eficiente.

## Prémios e distinções
A Imaginary Cloud foi reconhecida com diversos prémios e reconhecimentos nacionais e internacionais ao longo dos anos. Entre os mais notáveis estão:
Em 2023, foi considerada pela Tech Times LLC a segunda melhor empresa de desenvolvimento de software.
Foi listada em 2024, pelo Financial Times e Deloitte, uma das empresas com crescimento mais rápido na Europa.
- 1000 Europe's Fastest Growing Companies (Financial Times, 2024[2] e 2023[4],[5])
- Clutch Global Spring[6] (Clutch, 2024)
- Great Place to Work 2024,[7] Best Workplace Europe (2022),[8] Best Workplace Qualidade de Vida Portugal (2022)[9] e Best Workplace entre 51 e 100 Colaboradores Portugal (2022)[10],[11]
- Top Software Developers[12] (Techreviewer, 2024, 2023 e 2022)
- Fast 50 Tech Companies Portugal[3] (Deloitte, 2023)
- PME Líder[13] (IAPMEI, 2023 e 2022)
- Clutch 1000 List[14] (Clutch, 2023)
- Best Workplace Europe[8] (Great Places To Work, 2022)
- Best Workplace Qualidade de Vida Portugal[9] (Great Places To Work, 2022)
- Best Workplace entre 51 e 100 Colaboradores Portugal[10] (Great Places To Work, 2022)